# Sandra Gini
Sandra Gini (Bivio, 8 febbraio 1982) è un'ex sciatrice alpina svizzera specializzata nello slalom speciale.
È sorella di Marc, a sua volta ex sciatore della nazionale svizzera.

## Biografia
Slalomista pura nata a Bivio e originaria di Felsberg, attiva in gare FIS dal dicembre del 1998, la Gini esordì in Coppa Europa il 16 gennaio 2001 a Davos e in Coppa del Mondo il 5 gennaio 2002 a Maribor, senza qualificarsi per la seconda manche. Ai Mondiali juniores di Tarvisio 2002 riuscì a vincere la medaglia di bronzo e il 18 gennaio 2003 al Passo del Tonale ottenne il suo primo podio in Coppa Europa (2ª). Nel 2007, dopo aver ottenuto i primi punti in Coppa del Mondo (il 7 gennaio a Kranjska Gora, 16ª) e la prima vittoria n Coppa Europa (il 13 gennaio a Courchevel), partecipò ai Mondiali di Åre, sua prima presenza iridata, nei quali vinse la medaglia di bronzo nella gara a squadre e si piazzò 15ª nello slalom speciale.
Il 13 gennaio 2008 ottenne il suo miglior risultato in Coppa del Mondo, il 6º posto a Maribor; un mese dopo, il 22 febbraio a Candanchú, vinse per l'ultima volta una gara di Coppa Europa. Nel circuito continentale il suo ultimo podio fu il 2º posto ottenuto a Courchevel il 20 gennaio 2009, mentre la sua ultima presenza iridata fu Val-d'Isère 2009, dove si piazzò 16ª. Si ritirò al termine della stagione 2010-2011; disputò la sua ultima gara in Coppa del Mondo il  4 febbraio ad Arber/Zwiesel, senza concluderla, e si congedò dal Circo bianco con il 13º posto ottenuto il 26 marzo a Lenzerheide in occasione dei Campionati svizzeri 2011.

## Palmarès

### Mondiali
- 1 medaglia:
  - 1 bronzo (gara a squadre a Åre 2007)

### Mondiali juniores
- 1 medaglia:
  - 1 bronzo (slalom speciale a Tarvisio 2002)

### Coppa del Mondo
- Miglior piazzamento in classifica generale: 49ª nel 2008

#### Coppa del Mondo - gare a squadre
- 1 podio:
  - 1 terzo posto

### Coppa Europa
- Miglior piazzamento in classifica generale: 14ª nel 2002
- 6 podi:
  - 6 vittorie
  - 2 secondi posti

#### Coppa Europa - vittorie
| Data             | Località   | Paese   | Specialità |
| ---------------- | ---------- | ------- | ---------- |
| 13 gennaio 2007  | Courchevel | Francia | SL         |
| 14 gennaio 2007  | Courchevel | Francia | SL         |
| 23 febbraio 2007 | Pal        | Andorra | SL         |
| 20 dicembre 2007 | Courchevel | Francia | SL         |
| 8 gennaio 2008   | Turnau     | Austria | SL         |
| 22 febbraio 2008 | Candanchú  | Spagna  | SL         |

Legenda:

SL = slalom speciale

### Campionati svizzeri
- 4 medaglie[2]:
  - 3 argenti (slalom speciale nel 2007; slalom speciale nel 2008; slalom speciale nel 2009)
  - 1 bronzo (slalom speciale nel 2002)